# Nontawat Wannit
Nontawat Wannit (thailändisch นนธวัช วันนิจ; * 12. November 2001) ist ein thailändischer Fußballspieler.

## Karriere
Nontawat Wannit stand bis Ende Dezember 2023 beim Drittligisten Udon United FC unter Vertrag. Mit dem Verein aus Udon Thani spielte er in der North/Eastern Region der Liga. Im Januar 2024 wechselte er in die viertklassige Thailand Semi-Pro League. Hier bestritt er mit dem Pitchaya Bundit College sechs Spiele in der North/Eastern Region. Am Ende belegte er mit dem Klub den zweiten Platz hinter dem Roi Et PB United FC. Im Juli 2024 unterschrieb er in Lampang einen Vertrag beim Zweitligisten Lampang FC. Sein Zweitligadebüt gab Wannit am 11. August 2024 (1. Spieltag) im Heimspiel gegen den 	Kanchanaburi Power FC. Bei dem 0:0-Unentschieden wurde er in der 74. Minute für den Brasilianer Judivan eingewechselt.